# Tu bije serce Europy! Wybieramy hit na Eurowizję 2023
Tu bije serce Europy! Wybieramy hit na Eurowizję 2023 (Deutsch etwa: „Hier schlägt das Herz Europas! Wir wählen einen Hit für den Eurovision Song Contest 2023“) fand am 26. Februar 2023 in Warschau statt und war der polnische Vorentscheid für den Eurovision Song Contest 2023 in Liverpool (Vereinigtes Königreich). Es gewann Blanka mit dem Lied Solo.

## Format

### Konzept
Die polnische Rundfunkanstalt Telewizja Polska (TVP) bestätigte am 19. September 2022 ihre Teilnahme am Eurovision Song Contest 2023. Gleichzeitig gab man bekannt, dass man erneut einen Vorentscheid unter dem Namen Tu bije serce Europy! Wybieramy hit na Eurowizję abgehalten werde. Es werden 10 Teilnehmer am Vorentscheid teilnehmen, wobei der Sieger zu 50 % von einer Jury und zu 50 % von einem Televoting bestimmt werden wird.

### Beitragswahl
Ursprünglich konnten Beiträge zwischen dem 19. September 2022 und dem 15. Januar 2023 eingereicht werden. Jedoch gab TVP am 12. Januar bekannt, das Ende der Frist auf den 10. Februar 2023 zu verschieben.

### Teilnehmer
Die Teilnehmer wurden am 15. Februar 2023 während der Sendung Pytanie na Śniadanie auf TVP2 veröffentlicht. Gleichzeitig kündigte TVP an sich die Nominierung eines weiteren Teilnehmers über eine Wildcard vorzubehalten. Alicja Szemplińska nahm bereits 2020 am polnischen Vorentscheid teil und gewann diesen auch.

## Finale
Das Finale fand am 26. Februar um 17:30 Uhr (MEZ) statt und wurde von TVP1 und TVP Polonia übertragen.
| Platz | Startnr. | Interpret          | Lied Musik (M) und Text (T) | Sprache            | Übersetzung (inoffiziell) | Jury | Televoting | Gesamt |
| ----- | -------- | ------------------ | --- | ------------------ | ------------------------- | ---- | ---------- | ------ |
| 1     | 9        | Blanka             | Solo M: Maciej Puchalski, Mikołaj Trybulec, Bartłomiej Rzeczycki, Marcin Górecki, Blanka Stajkow; T: Blanka Stajkow, Maria Broberg, Julia Sundberg | Englisch           | Allein                    | 12   | 10         | 22     |
| 2     | 8        | Jann               | Gladiator M/T: Jan Rozmanowski | Englisch           | –                         | 7    | 12         | 19     |
| 3     | 4        | Dominik Dudek      | Be Good M: Dominik Dudek, Mateusz Kotowski, Patryk Kumór, Dominic Buczkowski-Wojtaszek; T: Dominik Dudek                                           | Englisch           | Sei gut                   | 10   | 8          | 18     |
| 4     | 6        | Felivers           | Never Back Down M/T: Miłosz Fergiński, Konrad Jażdżyk                                                                                              | Englisch, Polnisch | Lass niemals nach         | 8    | 6          | 14     |
| 5     | 10       | Yan Majewski       | Champion M/T: Mikołaj Trybulec, Ashley Hicklin, Bastien Kaltenbacher, Marine Kaltenbacher                                                          | Englisch           | Sieger                    | 4    | 7          | 11     |
| 6     | 5        | Alicja Szemplińska | New Home M: Chloe Martini, Alicja Szemplińska; T: Farrah Guenena, Chloe Martini, Alicja Szemplińska                                                | Englisch           | Neues Zuhause             | 5    | 5          | 10     |
| 7     | 1        | Natasza            | Lift You Up M: Jan Bielecki, Twan Ray; T: Twan Ray, Natasza Urbańska                                                                               | Englisch           | Hebe dich hoch            | 6    | 2          | 8      |
| 8     | 2        | Kuba               | You Do Me M/T: Thomas Karlsson, Joakim Övrenius, Julia Nilcrantz                                                                                   | Englisch           | Du tust mich              | 3    | 3          | 6      |
| 9     | 7        | Maja Hyży          | Never Hide M: Wojciech Stekla; T: Aleksandra Lewandowska                                                                                           | Englisch           | Niemals verstecken        | 2    | 4          | 6      |
| 10    | 3        | Ahlena             | Booty M: Magdalena Pawłowska, Maksymilian Niemczyk; T: Magdalena Pawłowska                                                                         | Englisch           | Gesäß                     | 1    | 1          | 2      |

## Kontroversen

### Vorwürfe zum Wettbewerb
Ursprünglich sollte das Verfahren gleich wie beim letztjährigen Vorentscheid sein. Der Sender hat allerdings beschlossen, 4 Tage vor dem Finale, die Regeln für die Auswahl zu ändern. Infolgedessen gab es keine zusätzliche Runde (Superfinale) mit den drei Interpreten mit den höchsten Punktzahlen, und es wurde keine prozentuale Berechnung der Televoting-Punkte vorgenommen, sondern es wurden die festen Punkte von 1 bis 12 verwendet. Dies und die unbestätigten Informationen über einen Dreifach-Vorteil von Jann im Televoting (18 000 Televotes, über 50 % aller Televotes) gegenüber der zweiten Blanka ließen die Eurovisionsfans an der Fairness der Vorentscheidung zweifeln und löste einen Aufschrei aus.
Weitere Vorwürfe, die im Zusammenhang mit der Vorentscheidung erhoben werden, sind:
- Fehlende Transparenz der Ergebnisse – keine Informationen über die Anzahl der SMS-Nachrichten für jeden Interpreten, keine Teilnoten der Jurymitglieder.[10]
- Keine Neutralität im Jury-Panel – berufliche Kontakte der Gewinnerin Blanka mit dem Choreographen und gleichzeitigem Jurymitglied Agustin Egurrola[11], die Gewinnerin und die Jury-Vorsitzende Edyta Górniak sind bei demselben Musiklabel unter Vertrag.[12]
- Absichtliche Downvoting von Fan-Favoriten – Trotz des Sieges von Jann im Televoting war es aufgrund des neuen Verfahrens für ihn nicht möglich, den Gesamtsieg ohne eine hohe Bewertung von der Jury zu erreichen.[10]
- Bevorzugte Teilnehmerin des Senders – Teilnahme von der Gewinnerin Blanka an verschiedenen Veranstaltungen des Senders.[13][14]
- Aussagen der Jury-Vorsitzenden – laut Aussage füllte jedes Jurymitglied die Stimmkarte aus und reichte sie ein. Die Gesamtnote sollte während der Werbepause berechnet werden, während die Jury-Ergebnisse den Zuschauern bereits vor der Pause präsentiert wurden. Außerdem wurden die Punktzahlen der Vorsitzenden von den Produzenten über In-Ear-Kopfhörer diktiert, sie wurden nicht aus einem Jury-Protokoll durch die Vorsitzende gelesen.[15]
- Schlechte Tonqualität bei der Übertragung von Liedern – Aufnahmen des Publikums aus dem Studio sind weniger verstimmt.

### Plagiatsverdacht
Es wurde auf die Ähnlichkeit des Gewinnersongs mit dem Lied „Up“ der rumänischen Sängerin Inna hingewiesen.

### Initiativen
Die polnischen Eurovisionsmedien haben sich mit der Aufforderung an den Sender gewandt, die Neutralität von Jury gegenüber den Kandidaten zu überprüfen und die vollständigen Ergebnisse zu veröffentlichen, einschließlich der Teilbewertungen der Jury und der genauen Anzahl der für jeden Kandidaten abgegebenen Televotes. Am 2. März 2023 wurde ein offizielles Schreiben diesbezüglich an den Direktor des öffentlich-rechtlichen Senders Telewizja Polska (TVP) Mateusz Matyszkowicz gerichtet. Am 8. März kam eine kurze Mitteilung des Sprechers des Senders heraus, in der jedoch die wesentlichsten Punkte, nämlich die Neutralität der Jurymitglieder und die genauen Ergebnisse des Televotings und der Juryabstimmung, ignoriert wurden.
Die Fans haben eine Petition ins Leben gerufen, in der ein Wechsel des Vertreters oder die Veranstaltung von der Superfinale gefordert wird. Die Petition enthält über 90 000 Unterschriften.